# キチェヴォ
キチェヴォ（マケドニア語: Кичево / Kičevo,アルバニア語: Kërçovë / Kërçova）はマケドニア共和国西部の都市でビストラ山の南東斜面の谷間に位置し、オフリドとゴスティヴァルの間にある。首都スコピエからは112km離れた場所にあり、キチェヴォ基礎自治体の中心地である。また町の周辺部には中世以来の修道院を始め多くの正教の建築物がある。

## 人口
キチェヴォ市街には27,067人が居住し、マケドニア人は15,031人で人口比では55.5%と多数派となっている。続いてアルバニア人が7,641人で28.2%、トルコ人が2,406人で8.9%となっている。

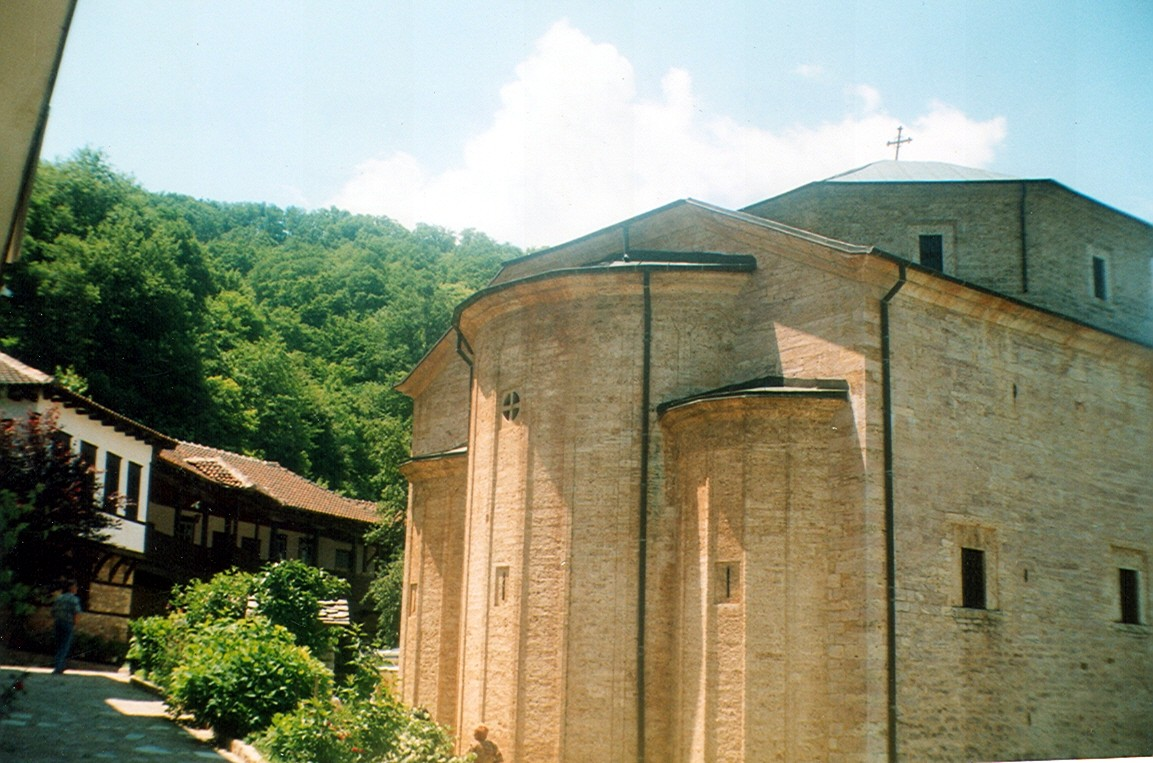
キチェヴォ修道院

## 歴史

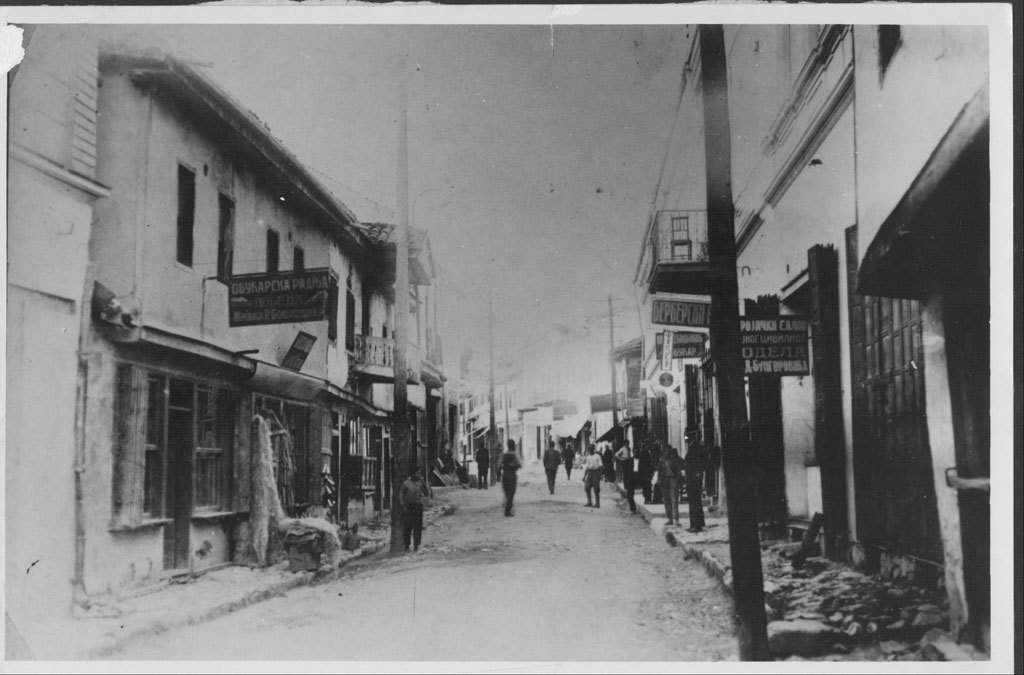
1930年代のキチェヴォ

キチェヴォが記された古い記録には1018年のビザンティンマケドニア王朝バシレイオス2世による文書や、オフリド大主教座のテォフィラクトにより言及されている。オスマン帝国に支配されるようになると、キチェヴォはこの地域での軍事、行政の中心となった。この期間の注目されるモニュメントには時計塔があり、丘の麓に建てられキチェヴォ・カレ Kichevsko Kaleと呼ばれていた。
内部マケドニア革命組織のキチェヴォ周辺での活動は市街に近いボゴロディツァ・プレシスタ修道院（Bogorodica Prečista）の聖職者ヨシフにより始められ、近隣の村の多くの教師たちにより支持された。ヨシフとペレ・トシェヴは1878年にドゥコ・タシェヴ率いる最初の軍事組織をキチェヴォで結成した。1903年8月2日にキチェヴォ市民はヨルダン・ピペルカタ (en) らが率いるマケドニアの独立闘争に参加した。
1919年、キチェヴォを始めとするマケドニアの地域はユーゴスラビア王国に統合された。
第二次世界大戦時、キチェヴォはイタリア王国の軍隊により占領された。1943年9月9日、アルバニア人とマケドニア人のパルチザンの合同組織によりイタリアの軍隊から町の支配権を奪還している。

## 出身者
- ヴラトコ・ロザノスキ - 歌手
- ベサルト・イブライミ - サッカー選手
- ブラド・タネスキ - ジャーナリスト・連続殺人犯[3]